# 래클런 웨일스
래클런 앤드루 웨일스(영어: Lachlan Andrew Wales, 1997년 10월 19일~)는 오스트레일리아의 축구 선수로 포지션은 공격수, 윙어이다. 현재는 대한민국 K리그2의 경남 FC에서 뛰고 있다.